# K-1
El K-1 és una promoció de kickboxing professional establerta el 1993, coneguda a tot el món principalment pels tornejos de divisió de pes pesant. El gener de 2012, K-1 Global Holdings Limited, una empresa registrada a Hong Kong, va adquirir els drets de K-1 i és l'actual organitzadora d'esdeveniments de K-1 a tot el món.
Fundat el 1993 pel karateka Kazuyoshi Ishii, en el seu apogeu a finals dels anys 90 i els anys 2000 sota la propietat del Fighting and Entertainment Group (FEG), K-1 va ser l'organització de Kickboxing més gran i prestigiosa del món. Amb milers de lluitadors i vist per milions de fans a tot el món. El K-1 també va promoure esdeveniments d'arts marcials mixtes, amb alguns esdeveniments amb partits de kickboxing i MMA a les seves cartes (com la seva sèrie Dynamite!!). No obstant això, des del 2010 K-1 va començar a perdre la seva condició d'organització superior, ja que la FEG va començar a tenir problemes financers, no va començar a organitzar grans esdeveniments ni a pagar grans premis, i finalment va fer fallida i les societats holding successores han estat incapaç de mantenir els esdeveniments al mateix nivell de mida durant els anys de la FEG.
La lletra K a K-1 està designada oficialment com una representació de les paraules karate, kickboxing i kung fu. No obstant això, alguns informes suggereixen que representa la K inicial que es troba en disciplines competidores com ara karate, kickboxing, kung fu, kempo, kakutougi (el terme genèric japonès per "esports de combat") i taekwondo. Encara una altra teoria afirma que la K prové simplement de kakutougi i el component "1" pertany a la divisió de pes únic (en competicions anteriors) i la posició única del campió. No obstant això, la promoció va celebrar diversos tornejos sota les banderes de K-2 i K-3 des de 1993 fins a 1995.
K-1 té el seu propi conjunt de regles únic diferent d'altres estils de Kickboxing. Com que s'ha fet tan popular, el K-1 també es veu com el seu propi estil de kickboxing i a vegades es considera erròniament com un esport de combat/art marcial autònom. Els òrgans de govern de kickboxing com l'ISKA i la WKN també han coronat els seus propis campions de les "regles K-1".